# Deci (emperador romà)
Gai Messi Quint Trajà Deci (llatí: Gaius Messius Quintus Traianus Decius) fou l'emperador romà del període 249-251, elegit per l'exèrcit revoltat a Mèsia. Al darrer any del seu regnat va nomenar coemperador el seu fill Herenni. Va ser famós pel seu edicte que obligava a retre culte als déus dels avantpassats del poble romà. El seu regnat va ser breu per la guerra amb els gots, on pare i fill van trobar la mort (batalla d'Abritus).

## Ascens al tron
Va néixer cap al final del segle ii a Bubàlia (Baixa Pannònia), regió anteriorment anomenada Il·líria. A diferència dels seus immediats predecessors en assolir el títol d'emperador, com ara Felip l'Àrab o Maximí, els quals no tenien experiència en càrrecs com a administradors abans d'assumir el tron, Deci havia estat un distingit senador, que havia servit com a cònsol l'any 232, havia estat governador de Mèsia i poc després a Germània Inferior, governador d'Hispània Tarraconense al període del 235-238 i havia estat prefecte urbà de Roma a començament del regnat de Felip l'Àrab.
Vers el 245 exercia un important comandament a la regió del Danubi. El 249 Felip l'Àrab li va demanar de restablir la disciplina de l'exèrcit a Mèsia que s'havia alterat per la revolta de Marí Pacacià. A Mèsia les tropes es van revoltar i van oferir a Deci morir o ser proclamat emperador; va haver d'acceptar i fou proclamat emperador. Va marxar tot seguit amb les legions de Mèsia cap a Itàlia. Zonaràs diu que va escriure a Felip l'àrab i li va dir que li romania lleial i que renunciaria a la corona tan bon punt pogués escapar de les legions, però Felip no el va creure, i li va presentar batalla a la rodalia de Verona; Felip fou derrotat i mort (finals del 249).El senat el va reconèixer com a emperador i li va atribuir l'agnomen Traianus, un honor en record de l'emperador Trajà.

## La guerra contra els gots
Des de llavors va regnar tretze mesos, que va ocupar principalment amb la guerra contra els gots, els quals havien creuat el Danubi dirigits per Cniva i saquejaven les províncies tràcies. Els historiadors Jordanes, Zòsim i Publi Herenni Dexip donen detalls d'aquesta invasió, però els relats difereixen; sembla que primer Deci fou rebutjat pels gots prop de Filipòpolis que fou ocupada pels bàrbars, però en aquestes lluites aquests van perdre les millors forces i el contraatac romà els va rodejar; els romans van oferir una sortida a través d'una proposta de pau, a canvi de retornar els presoners i el botí, però els gots van decidir lluitar fins al final i es va produir la batalla d'Abritus (251) on els romans van ser derrotats i on l'emperador va morir ofegat en un pantà junt amb les millors tropes romanes, i el seu fill Herenni Etrusc va morir ferit per una sageta.

## Les persecucions de cristians
En la política interior es va decidir reviure la magistratura del censor, per restaurar els bons hàbits i la vida social d'èpoques passades més glorioses. Fou nomenat censor Valerià I, el futur emperador (que no va arribar a exercir per la mort de l'emperador). Cada ciutadà estava obligat a demostracions públiques de culte als déus tradicionals romans, els ritus s'havien de fer en presència d'un magistrat que llur donava a canvi un document anomenat libellus que els acreditava com a bons ciutadans; els únics que n'estaven exempts eren els jueus. Alguns d'aquests libelus s'han conservat a Egipte.
A conseqüència de l'edicte que obligava a demostrar el culte als antics déus, els cristians van ser perseguits. Des de feia anys se'ls considerava com una força que minava les bases de l'imperi; però a diferència de les persecucions de l'època de Trajà, no s'exigia als cristians que reneguessin de Crist sinó que realitzessin sacrificis als déus tradicionals de Roma. En les persecucions de cristians va morir Fabià I bisbe de Roma, Babiles bisbe d'Antioquia, Alexandre bisbe de Jerusalem i altres; Orígenes va patir turment. A Alexandria hi va haver una matança de cristians i les persecucions foren tan freqüents a Àfrica que molts van renegar de la seva fe però després, passat el perill, van voler tornar a l'església i foren coneguts com els lapsi, fet que va portar a disputes i lluites entre els mateixos cristians sobre la conveniència d'acceptar-los o rebutjar-los.
Va esclatar una epidèmia (que va durar del 251 al 266), que a l'any de més virulència es va endur la vida d'unes cinc mil persones diàriament a la ciutat de Roma. Se l'ha anomenat la plaga de Ciprià, perquè Ciprià, el bisbe de Cartago, que era la ciutat on va estar el focus de la malaltia, va donar una detallada descripció dels seus efectes. Això va agreujar les persecucions de cristians, culpats de l'epidèmia i la multitud demanava usar-los com a pharmakos.

## Construccions
Durant el seu regnat va encetar diversos projectes de construcció a la ciutat de Roma, entre els que estava uns banys públics a l'Aventí, les termes de Deci no van estar acabades fins al 252 i no es van destruir fins al segle xvi. Una altra de les obres que va emprendre va ser la reconstrucció del Colosseu, que estava malmès per alguns llampecs.